# Скіфо-сибірський світ

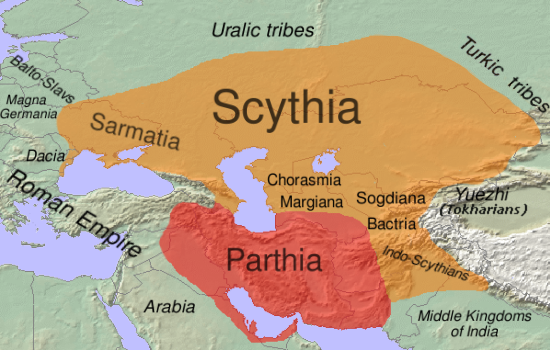
«Скіфо-сибірський світ» у ІI ст. до н. е.

Скіфо-сибірський світ (рос. Скифо-сибирский мир) — сучасна умовна назва, прийнята в російській археології для загального опису сукупності кочових культур (в першу чергу, іранських, але не тільки), пам'ятники яких поширені в степовій, частині лісостеповій та передгірній зонах Центральної Євразії — від Нижнього Придунав'я до Байкалу та Монголії. Археологічні культури у спільноту «Скіфо-сибірський світ» об'єднуються за наявністю так званої «скіфської тріади»:
- звіриний стиль, що був поширений у багатьох культурах на величезних просторах Передньої та Середньої Азії, Південного Сибіру, Індії, Китаю, Поволжі, Приураллі;
- схожість зброї кочівників (бронзові наконечники стріл, горити, акінаки);
- схожість кінського спорядження (вудила, псалії, прикраси).

В Росії термін «Скіфо-сибірський світ» часто використовують аби розширити територію Великої Скіфії на величезні степові простори Азії, де проживали кочівники з дещо схожим побутом та озброєнням. Хоча, завдяки Геродоту та археологічним розкопкам, достеменно відомо, що власне скіфи в часи «батька історії» (V ст. до н. е.) жили на землях сучасної України між Дунаєм і Доном.
Як синоніми до терміна «Скіфо-сибірський світ» іноді вживають позначення Скіфо-сакський світ та Скіфо-сибірська культурно-історична єдність (рос. Скифо-сибирское культурно-историческое единство).

## Історія виникнення терміна
У 20-х роках XX ст. російський історик Пауль Рау виділив савроматські пам'ятники в Нижньому Поволжі і побачив їх певну схожість з одночасними пам'ятниками Південного Приуралля. Цю ідею розвинув професор історії Борис Граков, який у своїй статті 1947 року об'єднав нижньоволзькі та південноуральські пам'ятники в єдину савроматську археологічну культуру (рос. Савроматская археологическая культура). Саме Борис Граков у своїй статті звернув увагу на звірний стиль, певну схожість зброї кочівників, схожість їх кінського спорядження, хоча сам термін «скіфська тріада» ще не вживається.
Термін «скіфська тріада» увійшов в широкий ужиток у 1954 після публікації і доповіді Гракова та А. І. Мелюкової на коференції присвяченій проблемам скіфо-сарматської археології Інституту історії матеріальної культури РАН.
Версію Гракова підтримав інший радянський археолог і доктор історичних наук Костянтин Смірнов, який у своїх роботах у савроматській археологічній культурі об'єднує цілий ряд народів, зокрема сарматів та савроматів, після чого ці дві назви в історіографії Радянського Союзу офіційно почали вважатися тотожними, що відображено у радянських енциклопедіях.
У сучасній Росії на початку 2000-х ідея скотарської суперкультури була оформлена у «Скіфо-сибірський світ» і понині лишається панівною.

## Критика
Критика «Скіфо-сибірського світу» з'явилася ще до його офіційного народження: далеко не всі російські вчені XX ст. були згодні з об'єднанням в савроматській археологічній суперкультурі досить різних між собою народів.

### Михайло Ростовцев
Ще в 1910-х роках російський історик-емігрант, професор Михайло Ростовцев (1870—1952), опираючись на археологічні дані, запропонував розділити культуру Поволжя, Приуралля і Дону на два періоди: савроматську (VI—III ст. до н. е.) і сарматську (починаючи з II ст. до н. е.), які він розрізняв за поховальним обрядом:
- У савроматів поховання є колективними і являють собою великі квадратні могили, з дромосами-коридорами, які ведуть в могилу. Над могилами насипані кургани, самі поховання орієнтовані на захід.
- Натомість сарматські поховання є індивідуальними і починають з'являтися за Доном лише з ІІ ст. до н. е. , вони являють собою вузькі ями, що є впускними могилами і орієнтовані на південь або північ.

Такі ідеї дуже не сподобалися в Радянському Союзі: Граков критикував Ростовцева у своїх статтях, а самого Ростовцева у 1928 виключили з Академії наук СРСР і лише у 1990 році поновили посмертно.

### Радянські вчені
Після затвердження офіційної радянської версії про савромато-сарматську спільність, ситуація, що склалася, викликала незручності у використанні таких понять, як «савроматська археологічна культура» та «історичні савромати» і часто призводила до спотворення історичних реконструкцій. Тому радянські вчені  Б. Ф. Желєзчіков та А. Х. Пшеничнюк пропонували південноуральські пам'ятки віднести до самостійної археологічної культури, яку вони називали «Культурою ранніх кочівників Південного Приуралля VI—III ст. до н. е.» (тобто, пропонували розділити савроматську археологічну культуру на кілька окремих культур).
У 80-90-х рр. російський археолог та доктор історичних наук М. А. Очир-Горяєва, у своїх роботах прийшла до висновків, що археологічні пам'ятки Нижнього Поволжя за багатьма ознаками похоронного обряду і матеріальної культури істотно відрізняються від південноуральських та є окремою культурою і різниця між ними має фіксуватися на рівні міжкультурних відмінностей. Окрім того, дослідниця вважала за неможливе ототожнювати пам'ятки VI—IV ст. до н. е. міжріччя Дону і Волги та Нижнього Поволжя з савроматами, запропонувавши шукати їх території у безпосередній близькості до Приазов'я та Нижнього Дону.

### Олександр Симоненко
Український доктор історичних наук Симоненко Олександр підтримує гіпотезу Ростовцева, опираючись на результати останніх археологічних досліджень: ранньосарматські довгі мечі і звіриний стиль на Дону з'являються лише починаючи з ІІ ст. до н. е. Відповідно, він переконаний, що сармати і савромати — різні народи, що мають різні культури.
| Історія | Це незавершена стаття з історії. Ви можете допомогти проєкту, виправивши або дописавши її. |